# Xigonus patagoniensis
Xigonus patagoniensis is een pissebed uit de familie Paramunnidae. De wetenschappelijke naam van de soort is voor het eerst geldig gepubliceerd in 1994 door Winkler.